# Seigneurs Nguyễn
Seigneurs Nguyễn (vietnamien : chúa Nguyễn) est une dynastie vietnamienne qui régna de 1558 à 1777, 1780 à 1802 sur le Viêt Nam du sud.

## Liste des seigneurs Nguyễn
- Nguyễn Kim (1468 - mort en 1545)
- 1558-1613 : Nguyễn Hoàng
- 1613-1635 : Nguyễn Phúc Nguyên (Saï-Vuong), son fils ;
- 1635-1648 : Nguyễn Phúc Lan (Cong Thuong-Vuong), son fils ;
- 1648-1687 : Nguyễn Phúc Tần   (Hiên-Vuong), son fils ;
- 1687-1691 : Nguyễn Phúc Trăn  (Ngai-Vuong), son fils ;
- 1691-1725 : Nguyễn Phúc Chu   (Minh-Vuong), son fils ;
- 1725-1738 : Nguyễn Phúc Trú   (Ninh-Vuong), son fils ;
- 1738-1765 : Nguyễn Phúc Khoát (Vo-Vuong), son fils ;
- 1765-1775 : Nguyễn Phúc Thuần (Hué-Vuong) son fils;
- 1776-1777 : Nguyễn Phúc Dương (Tan Chinh-Vuong), petit-fils de Vo-Vuong.
- seigneurs Nguyễn restauré 1777-1802: Nguyễn Phúc Ánh (Nguyen-Vuong), petit-fils de Vo-Vuong